# Estrada de Ferro da Bahia ao São Francisco

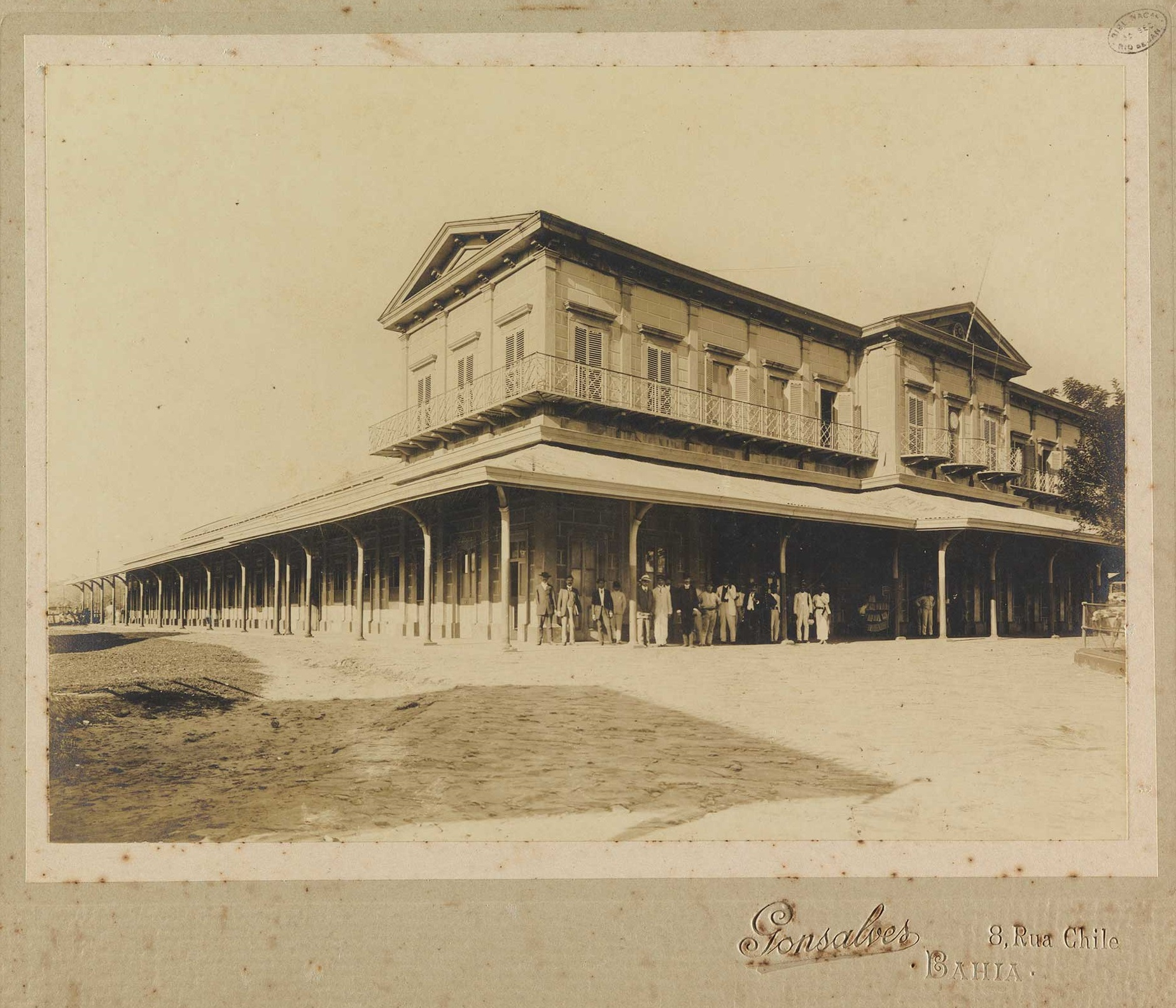
Estação da Calçada, Salvador, Bahia. Estrada de Ferro da Bahia ao São Francisco.

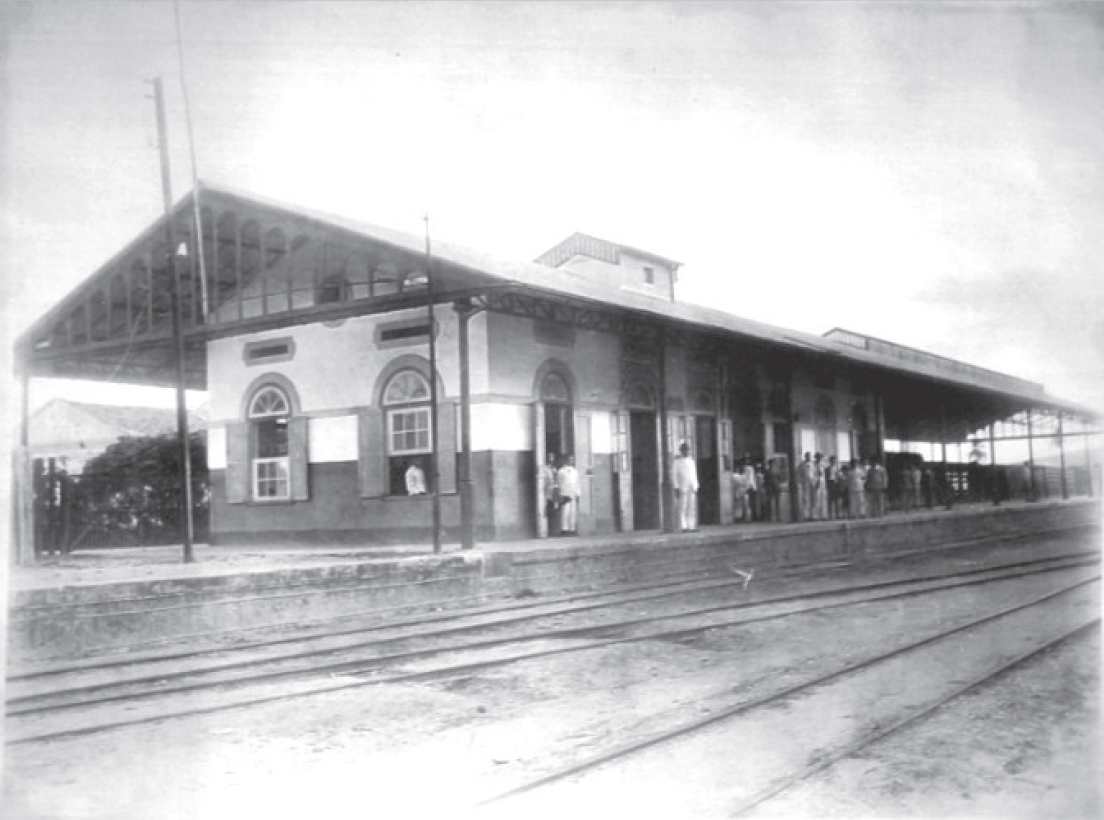
Estação inglesa de Alagoinhas, Bahia. Estrada de Ferro da Bahia ao São Francisco.

A Estrada de Ferro da Bahia ao São Francisco (EFBSF) foi uma ferrovia que conectou a cidade de Salvador à de Alagoinhas. Inaugurada em junho de 1860, a ferrovia foi idealizada por políticos e membros da Junta da Lavoura, sendo a primeira a ser construída na Bahia e a quarta no Brasil.

## História
Com a promulgação do Decreto Imperial n.º 641, de 26 de junho de 1852, os membros da Junta da Lavoura enviaram um documento solicitando à Presidência da Província da Bahia a concessão para a construção de uma ferrovia que ligasse Salvador ao Juazeiro. A Junta da Lavoura foi agraciada com a concessão, mas não levantou capital suficiente para o empreedimento. Tal fato motivou a transferência da concessão para Joaquim Francisco Alves Branco Muniz Barreto, conforme aduz o Decreto Imperial n.º 1.299, de 19 de dezembro de 1853. Por se tratar de um empreendimento de conhecimento técnico e dispendioso Joaquim Francisco Alves Branco Muniz Barreto foi convencido por políticos da necessidade de transferir a concessão para investidores ingleses. Em Londres, foi organizada a empresa que recebeu o nome de Bahia and San Francisco Railway Company para a qual Joaquim Francisco Alves Branco Muniz Barreto vendeu os seus direitos de concessão, tendo sido aprovada a transferência e o estatuto pelo Governo Brasileiro nos termos dos Decretos Imperiais n.º 1.614, de 9 de junho de 1855 e o n.º 1.615, de 9 de junho de 1855.
Inicialmente o capital social foi fixado em 1,8 milhão de libras esterlinas, dividido em noventa mil ações de vinte libras esterlinas cada uma, das quais cinco mil ações seriam negociadas no Brasil. O canteiro da obra foi instalado em 1858, no atual bairro soteropolitano da Calçada, sendo iniciado os trabalhos em 1º de setembro de 1859. A primeira seção foi inaugurada em 28 de junho de 1860, entre Jequitaia e Aratu. A segunda seção foi inaugurada em 10 de setembro de 1860, entre Aratu e o Rio Joanes. A terceira seção foi inaugurada em 10 de setembro de 1861, entre o Rio Joanes e Feira Velha, atual Dias d'Ávila. A quarta seção foi inaugurada em 4 de agosto de 1862, entre Feira Velha e Pitanga, região de Mata de São João. A quinta e última seção foi inaugurada em 13 de fevereiro de 1863, ligando Pitanga a Alagoinhas, totalizando 123,340 quilômetros.
A Companhia ao inaugurar a Estação de Alagoinhas, também conhecida como Estação São Francisco, em 13 de fevereiro de 1863, cumpria com a construção das vinte primeiras léguas estabelecidas nos contratos, fazendo jus à garantia de juros de 7% acordados com os Governos Imperial e da Província da Bahia. Por não persistir mais tal garantia, os ingleses desistiram de construir a seção entre Alagoinhas e Juazeiro. Com a entrada em vigor da Lei n.º 652, de 23 de novembro de 1899, e da Lei n.º 746, de 29 de dezembro de 1900, a Estrada de Ferro da Bahia ao São Francisco foi resgatada e arrendada aos engenheiros Jerônimo Teixeira de Alencar Faria e Austricliano de Carvalho. Mais tarde, foi transferida para a razão Teive Argolo & Cia. e, em 1909, para a Companhia Viação Geral da Bahia. Em 1911, passou a ser administrada pela empresa franco-belga Compagnie des Chemins de Fer Fédéraux de l'Est Brésilien. Por fim, se dá a encampação da Estrada de Ferro da Bahia ao São Francisco em 1935, por determinação do presidente Getúlio Vargas, sendo transferido o patrimônio para a Viação Férrea Federal Leste Brasileiro S/A (VFFLB).